# مطار أم تيمان
مطار أم تيمان (إياتا: AMC، إيكاو: FTTN) هو مطار يخدم أم تيمان في تشاد.
مطار أم تيمان هو مطار يقع في منطقة سلامات في تشاد. ويوفر رحلات داخلية إلى العاصمة انجمينا. في مارس 2019، بدأت شركة طيران تاركو من السودان رحلة أسبوعية من المطار إلى الخرطوم.

## روابط خارجية
- سجل مطار أم تيمان نسخة محفوظة 23 يونيو 2015 على موقع واي باك مشين. في Landings.com